# 食器洗い機

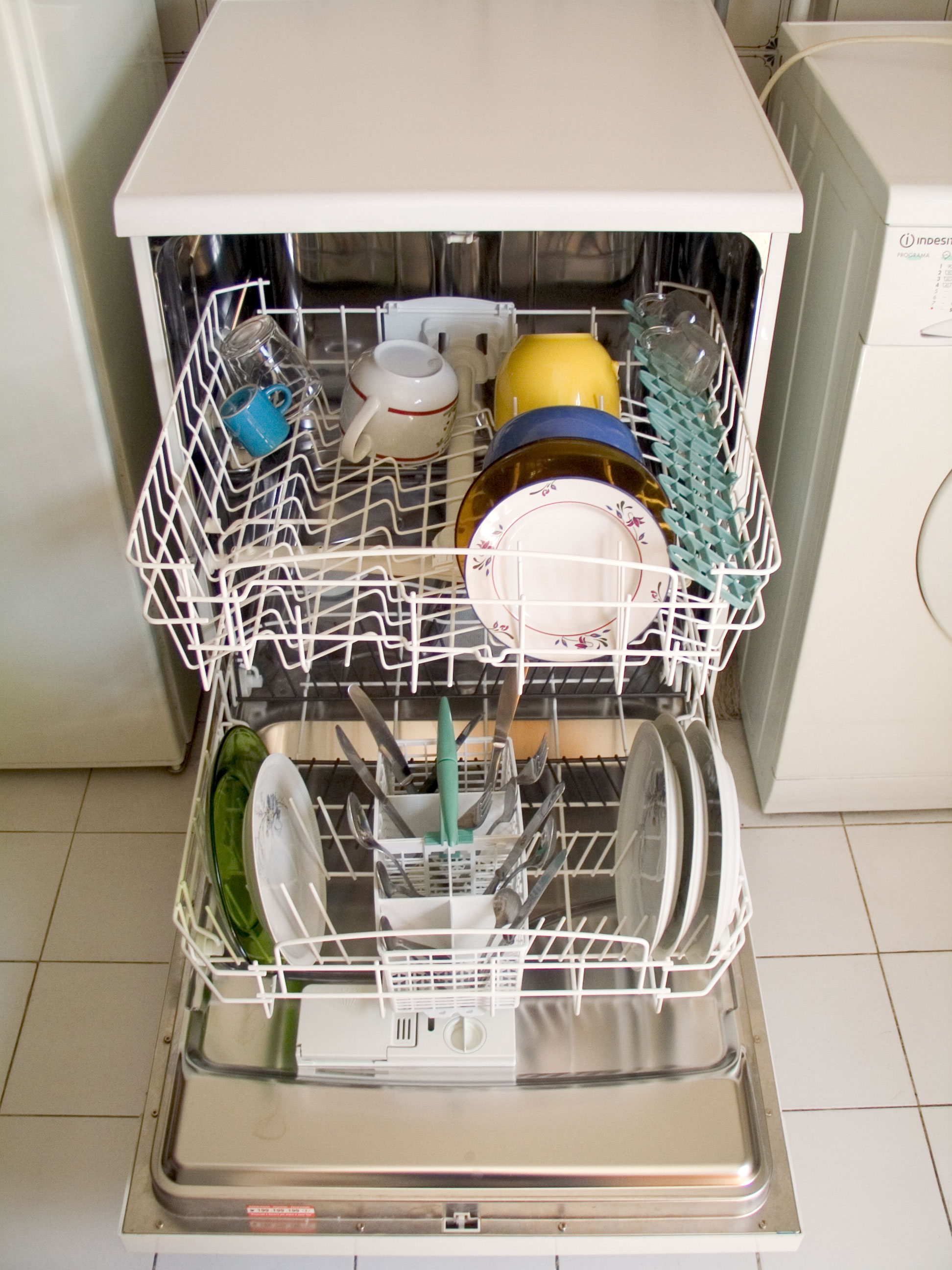
比較的大容量の食器洗浄機

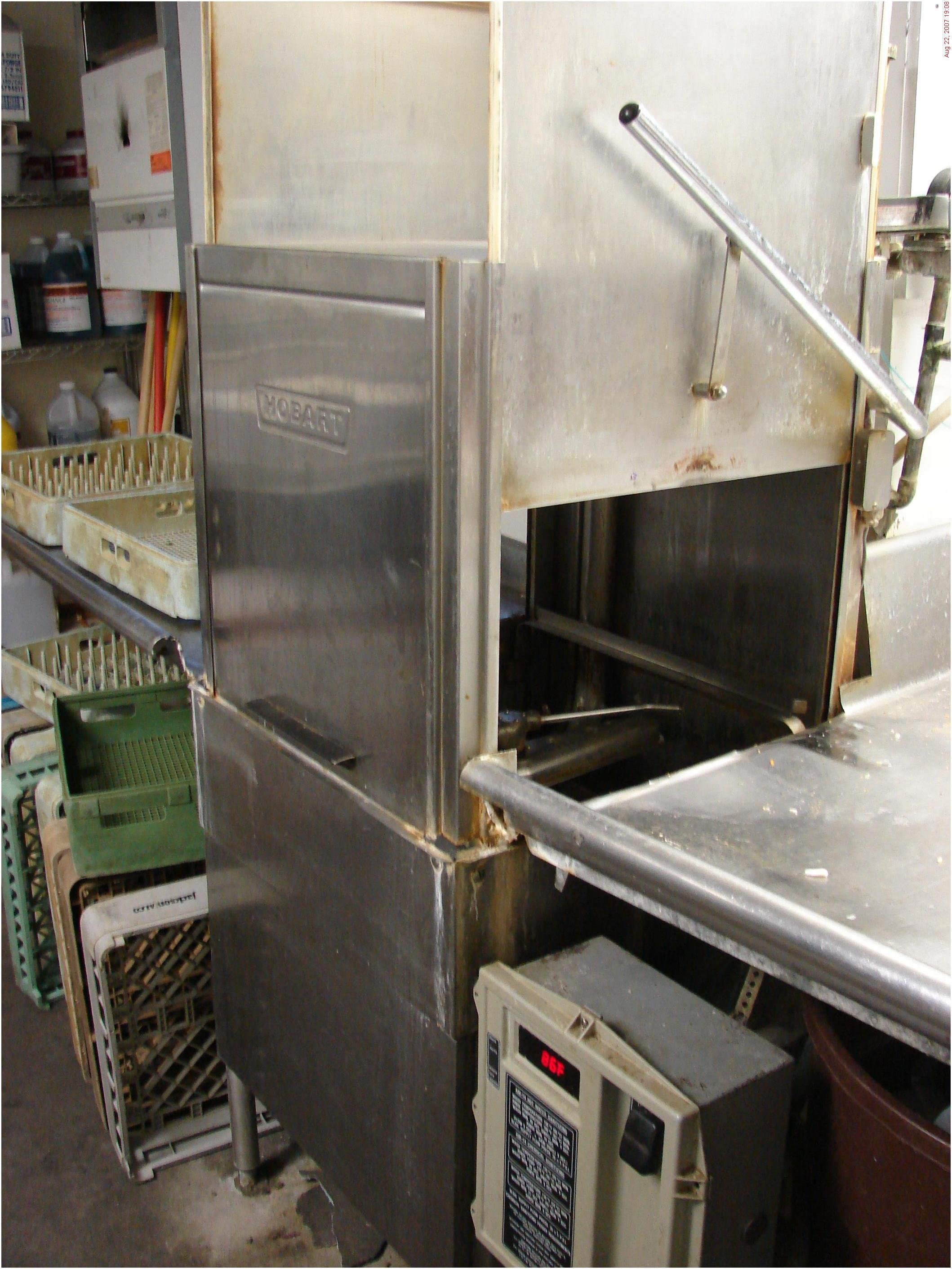
ラックスライド式業務用食洗機

食器洗い機（しょっきあらいき）、食器洗浄機（しょっきせんじょうき）とは、食器を洗うための機械である。略して食洗機（しょくせんき）とも。

## 概要
食器洗浄機とは食器を洗うための機械である。厨房設備（台所設備）の一種に分類される。類似のものとして、洗浄した食器を風で乾燥させる機能だけを持つ「食器乾燥機」がある。業務用と家庭用では、サイズ・形状・機能が異なっている。

### 業務用
業務用食器洗浄機にはラック式とコンベア式がある。また、可動式のフタ状のものをかぶせると、そのフタの内部が食器洗浄空間になるスライド式のタイプもある。このタイプは食器を置くカゴが複数用意してあり、シンクからそこへ食器を移しそれを滑らせ従業員に体力の負担をかけないように考慮されている。
いずれのタイプでも非常に強力な水流で洗うので、数十秒から1、2分で洗い終わるが洗浄音は概して大きい。また、業務用食器洗浄機には、乾燥機能を備えていないものが多いが、すすぎの際には、80℃から90℃の温水にリンス剤が自動的に注入されるため、乾燥機能が無くても比較的早く食器が乾燥し、食器が消毒殺菌される。営業許可を受ける際に、基準を満たした業務用食器洗浄機が設置されていると、シンクなどの設置基準が緩和される。
また、食器のうちガラスコップ専用の洗浄機として「グラスウォッシャー」がある。

### 家庭用
家庭用のものは現在、「食器洗浄乾燥機」と呼ばれるタイプのもの（食器を洗い終わった後に、温風で乾燥させるタイプ）が主流。食器洗浄機専用洗剤を入れて運転させることにより、数十分から1時間ほどで、洗浄・すすぎ・乾燥が行われる。
システムキッチンなどに組み込む「ビルトインタイプ」、キッチンの片隅（流し台やコンロが組み込まれている台の端）などに置く「卓上タイプ」がある。
手洗いに向かない刺激の強い成分も配合できる専用洗剤、手洗いでは扱えない高温のお湯（摂氏70℃から85℃）、高圧水流を使うことにより汚れを効果的に落とし殺菌効果も高い。
専用洗剤を用いる理由は高圧水流による発泡を防ぐためでもある。通常の食器用洗剤などを用いてしまうと界面活性剤が専用洗剤より多く、発泡により動作不良・故障の原因となる。

## 歴史

1917年頃の食器洗浄機
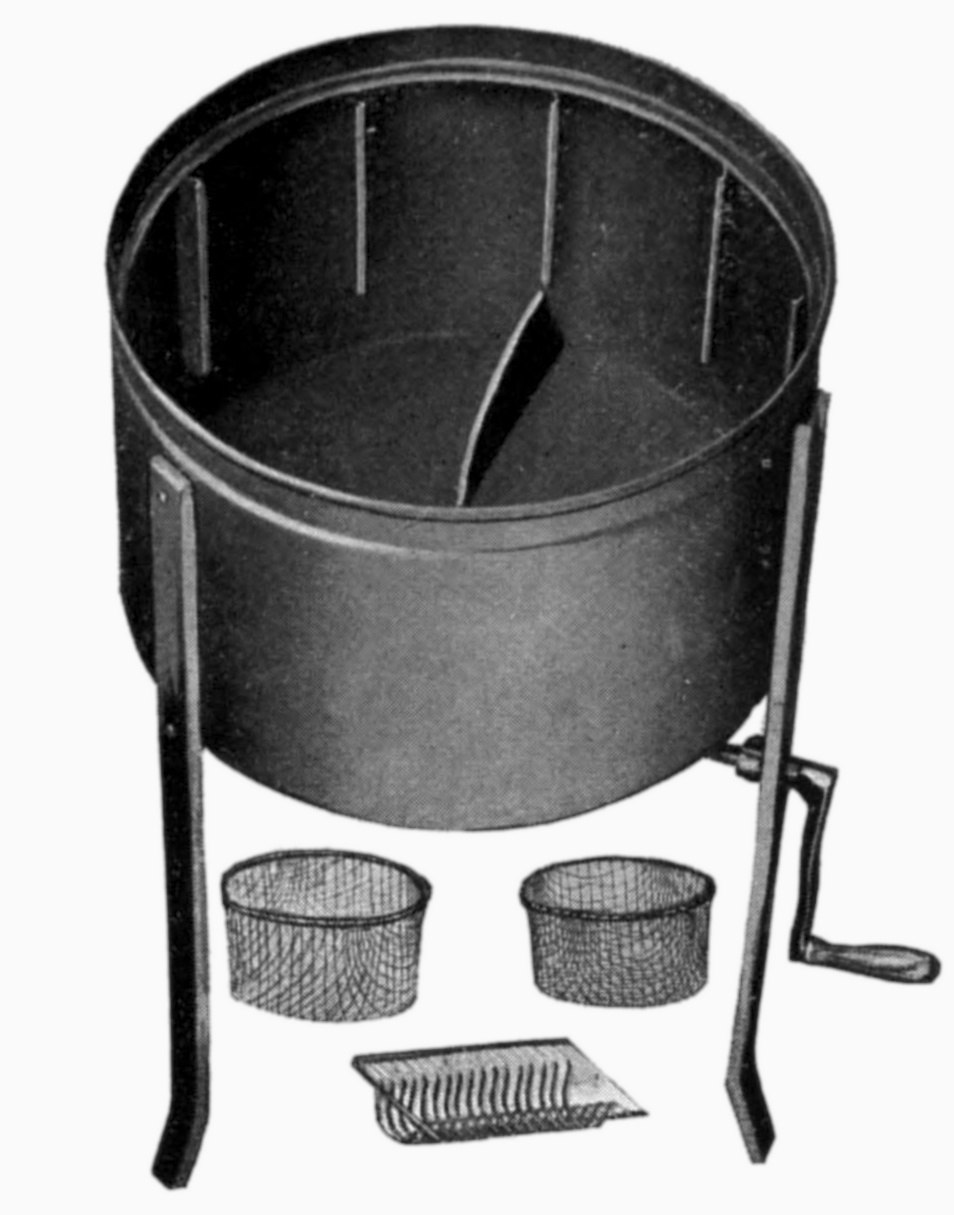
手動式
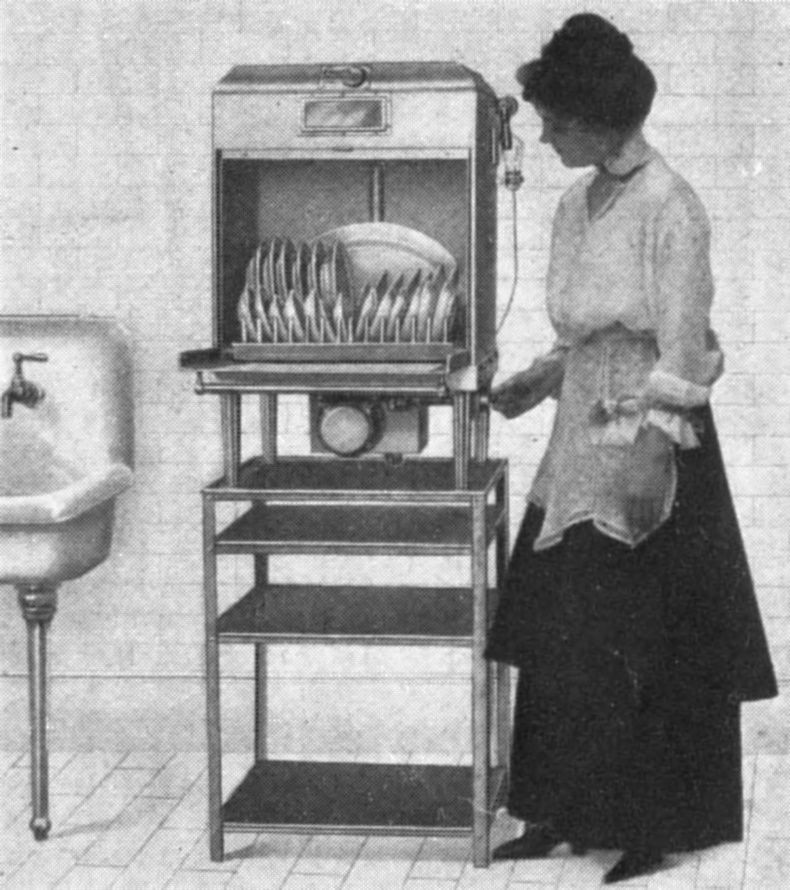
電動式

史上初の食器洗浄機は、1860年、アメリカ人男性によって木製のものが開発された。ただし、これはハンドルを回転させることで使用済みの皿の上に水がかかる仕組みであり、実用に耐えるものではなかった。
その後、1893年にジョセフィン・コクラン婦人が作った手動式の食器洗浄機が、実用にも使えると言うことで世に広まっていく。
1909年、ゼネラル・エレクトリックが電動式の食器洗浄機を発売した。
ミーレによると食洗機の普及率は、ドイツやアメリカが80%である。

### 日本

#### 業務用
業務用においては早くから知られ、特に東京五輪が開催された1960年代には外食店の新規開店とともに食器洗浄機が一気に普及した。これに要する専用の洗浄剤は当初は粉末であり、洗濯機同様にオペレータが適正濃度に希釈して使用していたが、業務用のそれは高アルカリの劇物であり素人が使うには危険が伴った。そこで洗浄剤メーカーは粉末の代わりに液体の洗浄剤を開発し、これを電動ポンプまたは機械的に一定量供給する制御装置を取り付けるようになった。これによりオペレータは安全に食器洗浄に専念できるようになった反面、洗浄剤の存在が意識されないのでしばしば低濃度、あるいは温水だけで食器が洗われるケースが発生する。それを未然に防止するため、現在では何らかの方法で洗浄剤切れを知らせるアラームが備わっている。
上述の通り新規開店とともに業務用食器洗浄機が普及したという背景があったため、各洗浄剤メーカーは挙って自社の洗浄剤を指定してくれるよう食器洗浄機メーカーに嘆願するようになった。この力関係により、「現場における食器洗浄機の通常のメンテナンスは洗浄剤メーカーが営業の度に行う」という暗黙のルールが長く続いたが、やがて経年劣化に伴う食器洗浄機の買い替えといった現場のニーズは洗浄剤メーカーが把握するようになった。後には食器洗浄機メーカーの側から自社製品を導入するよう洗浄剤メーカーに依頼する立場となり、現在両者は共存共栄の関係となっている。

#### 家庭用

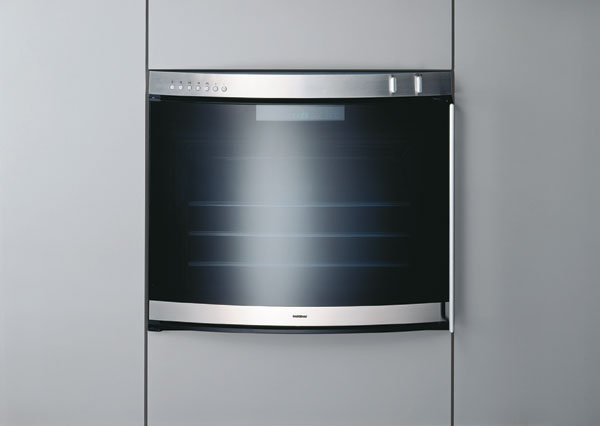
ガゲナウ（:en:Gaggenau Hausgeräte）の家庭用食器洗浄機

日本では1960年（昭和35年）、松下電器産業（現・パナソニック）によって家庭用の食器洗浄機第一号が発売された。しかし当初はサイズや機能、価格の面で難が多く普及は進まなかったが、1996年頃に各社からコンパクトで低価格な卓上型の製品が発売され、また、ちょうどこの時期にO-157食中毒が流行したことも相まって一気に需要が伸びた。
当初の家庭用食器洗浄機はおよそ100Lもの大量の水を使うものであったが、「ブーメランノズル」と同社が命名した水の反動力で回転するしくみの採用によって、それが9 L程度の水消費で抑えられるようになり、手洗いするよりもむしろ節水になるところまで改良された。
2001年には日本での世帯普及率が10%を突破し、2003年には卓上型の売り上げが初めてビルトイン型を上回った。2003年1月31日の施政方針演説で小泉純一郎首相（当時）は、食器洗浄乾燥機・薄型テレビ・カメラ付携帯電話を「新三種の神器」と命名した。また2004年4月13日にパナソニック（当時・松下電器産業）が、白物家電の食器洗浄乾燥機・IHクッキングヒーター・生ゴミ処理機を「キッチン三種の神器」であると提唱した。
その後、ビルトイン型の需要は安定する一方で、卓上型の売り上げは2003年をピークに徐々に減少し、日本の大手メーカーではパナソニック、三菱電機、日立、東芝、シャープ、三洋電機、象印マホービン、TOTOなどが製品を発売していたが次々と撤退、2010年時点でパナソニック、東芝、象印マホービンの3社が生産していたが、東芝・象印の2社は2012年までに相次いで生産を終了しており、その後2018年にエスケイジャパンが参入するまではパナソニックのみ卓上型の生産を続けていた。
2014年調べのデータでは、日本での普及率は約28%に留まっている。ただし、奈良県では49.6%、沖縄県では19.6%と、地域によって普及率に大きな幅がある。その後の2020年3月時点では日本での普及率は34.8%となっている。
現在の卓上型食器洗浄機は、日本の住宅事情に適応したコンパクトなサイズ、優れた省エネ性、音の小ささなどに加え、一括した自動洗浄によるタイムパフォーマンス効果により、海外でも人気が高い。また、節水効果が高いことから、食器洗浄機の購入に補助金を交付している自治体もある。

## メンテナンス
食器を入れずに、普段の2倍の量の洗剤を使用して運転することで庫内の清掃が可能。中には、メンテナンス専用のお手入れコースがついた食洗器も販売されている。メンテナンスを怠ると食器の洗いあがりに影響が出るに加え、食洗器内に臭いがこもる。専用の洗剤には、消臭機能、抗菌機能が付いているものも販売されている。